# Edge of a Broken Heart
Edge of a Broken Heart è una canzone dei Bon Jovi, scritta da Jon Bon Jovi. Fu estratta come singolo radiofonico dopo essere stata inserita nella colonna sonora del film Disorderlies del 1987. Raggiunse la posizione numero 38 tra le hit trasmesse con più frequenza dalle radio statunitensi.
Inizialmente, il brano era stato scritto e pensato per essere inserito nell'album Slippery When Wet del 1986, ma non fu poi inserito nella versione finale del disco. Fa parte del box set 100,000,000 Bon Jovi Fans Can't Be Wrong del 2004 e del CD bonus dell'edizione speciale del primo greatest hits del gruppo, Cross Road, del 1994.

## Formazione
- Jon Bon Jovi - voce
- Richie Sambora - chitarra solista, cori
- David Bryan - tastiera, cori
- Alec John Such - basso, cori
- Tico Torres - batteria